# Універсальна людина

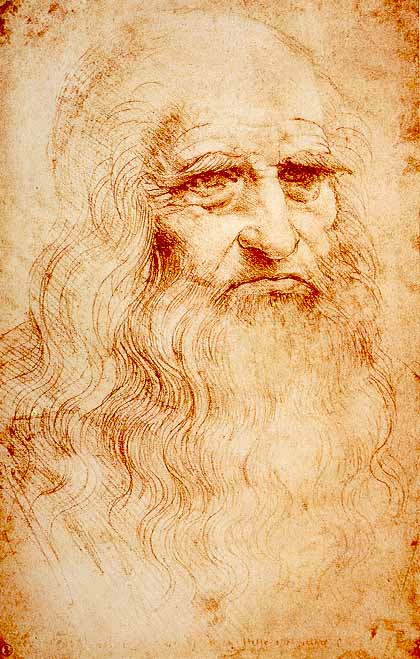
Леонардо да Вінчі.

Універса́льна люди́на, енциклопедист, полімат, також людина епохи Відродження (грец. πολυμαθής, polymathēs — той, що багато вивчив; (велико)вчений) — людина, чий досвід охоплює значну кількість різних предметних галузей. У менш формальній точці зору — ерудит (або різнобічна людина) дуже добре обізнана людина. Більшість стародавніх вчених є універсальними за сьогоднішніми мірками.
Концепція вийшла з численних великих мислителів тієї епохи, які відзначилися в кількох областях мистецтва і науки, зокрема Леонардо да Вінчі, Мікеланджело, Коперник і Френсіс Бекон. Поява цих мислителів була також пов'язана зі зростанням в Італії епохи Відродження і вислову одного зі своїх найдосвідченіших представників, Леона Баттіста Альберті (1404—1472): «людина може все, якщо вона буде [робити спроби, думати тощо]».
Він уособлює основні принципи гуманізму епохи Відродження, яка розглядала в людях повноваження, безмежність їхнього потенціалу для розвитку. Таким чином, обдаровані люди епохи Відродження прагнули розвинути навички у всіх областях знань, у фізичному розвитку, соціальних досягненнях, мистецтві. Термін з тих пір розширився з оригінального використання і був застосований до інших великих мислителів до і після Ренесансу, таких як Аристотель, Йоганн Гете і Ісаак Ньютон.